# Огурцов Костянтин Михайлович
Костянтин Михайлович Огурцов (1903, Нижньогородська губернія, тепер Нижньогородська область, Російська Федерація — лютий 1974, місто Ярославль, Російська Федерація) — радянський партійний діяч, в.о. 1-го секретаря Челябінського обласного комітету ВКП(б). Депутат Верховної Ради СРСР 1-го скликання.

## Біографія
Народився в родині селянина-бідняка. З 1918 по червень 1923 року — селянин в господарстві батьків у селі Луб'янци Княгининського повіту Нижньогородської губернії. У 1919 році вступив до комсомолу. У 1923 році закінчив школу 2-го ступеня в селі Большоє Мурашкіно Нижньогородської губернії.
У червні 1923 — жовтні 1924 року — заступник керуючого ярмаркової контори, заступник завідувача транспортного обозу, завідувач експлуатаційно-комерційної частини губернського комунального відділу в місті Нижньому Новгороді.
У 1924 році закінчив Нижньогородський вечірній промислово-економічний технікум, здобув спеціальність техніка-економіста.
Член РКП(б) з жовтня 1924 року.
У жовтні 1924 — травні 1926 року — завідувач політпросвітвідділу Нижньогородського міськрайонного комітету комсомолу (ВЛКСМ).
У травні 1926 — травні 1928 року — секретар осередку ВКП(б) Нижньогородського губернського земельного управління.
У травні 1928 — березні 1931 року — старший інструктор, завідувач організаційно-інструкторського відділу Нижньогородського міськрайонного комітету ВКП(б).
У березні 1931 — квітні 1933 року — відповідальний секретар Свердловського районного комітету ВКП(б) міста Нижнього Новгорода (Горького).
У квітні 1933 — лютому 1934 року — 2-й секретар Горьковського міського комітету ВКП(б).
У лютому 1934 — червні 1937 року — секретар комітету ВКП(б) Горьковського автомобільного заводу імені Молотова та 1-й секретар Автозаводського районного комітету ВКП(б) міста Горького.
14 червня — 29 вересня 1937 року — 2-й секретар Горьковського обласного комітету ВКП(б).Входив до складу особливої трійки, створеної за наказом НКВС СРСР від 30 липня 1937 року.
У жовтні 1937 — 3 травня 1938 року — в.о. 1-го секретаря, 1-й секретар Челябінського обласного комітету ВКП(б). Входив до складу особливої трійки, створеної за наказом НКВС СРСР від 30 липня 1937 року, брав активну участь у сталінських репресіях.
У травні 1938 року відкликаний у розпорядження ЦК ВКП(б).
У травні 1938 — листопаді 1943 року — начальник Центрального управління промислових підприємств Народного комісаріату річкового флоту СРСР. У листопаді 1943 — березні 1948 року — начальник Головного управління робітничого постачання Народного комісаріату (Міністерства) річкового флоту СРСР. У березні 1948 — грудні 1951 року — начальник Головного управління промислових підприємств Міністерства річкового флоту СРСР.
У грудні 1951 — листопаді 1954 року — директор суднобудівної верфі імені Володарського в місті Щербакові (Рибінську) Ярославської області.
У листопаді 1954 — травні 1961 року — завідувач Ярославського обласного відділу комунального господарства.
У травні 1961 — квітні 1967 року — директор філіалу інституту технічного навчання Ярославського обласного відділу комунального господарства. У квітні 1967 — липні 1970 року — директор філіалу інституту технічного навчання Ярославського управління комунального господарства облвиконкому.
З липня 1970 року — персональний пенсіонер в місті Ярославлі. Помер на початку лютого 1974 року в місті Ярославлі.

## Нагороди
- орден Трудового Червоного Прапора
- орден «Знак Пошани»
- медалі